# I Saw Her Standing There
I Saw Her Standing There – utwór napisany przez Johna Lennona i Paula McCartneya. Otwiera debiutancki album Beatlesów Please Please Me, wydany w Wielkiej Brytanii przez Parlophone, 22 marca 1963.
W grudniu 1963 Capitol Records wydało piosenkę w Stanach Zjednoczonych jako stronę B na pierwszym singlu Beatlesów, „I Want to Hold Your Hand”. Singel był na szczycie amerykańskich list przebojów przez siedem tygodni, poczynając od 18 stycznia 1964. „I Saw Her Standing There” otwierało Gorącą 100 magazynu Billboard 8 lutego 1964, pozostając tam przez 11 tygodni.
W 2004 utwór został sklasyfikowany na 139. miejscu listy 500 utworów wszech czasów magazynu Rolling Stone.

## Kompozycja
Utwór był tworzony wspólnie, ale bazował na oryginalnym pomyśle McCartneya. Pierwotnie nazwana „Seventeen”, piosenka została wymyślona, gdy McCartney wracał samochodem do domu z koncertu w Southport,
a później dokończona w jego domu przy Forthlin Road we wrześniu 1962. McCartney powiedział: „Napisałem: 'She was just seventeen,' a potem: 'Beauty queen'. Kiedy pokazałem to Johnowi, wybuchł śmiechem i zapytał: 'Żartujesz sobie z tym tekstem, prawda?'” "To była jedna z pierwszych okazji, kiedy powiedział: 'Co? Musisz to zmienić...'". Słowa zostały zapisane w zeszycie Liverpool Institute. Remember, książka napisana przez brata McCartneya, Michaela, zawiera fotografię Lennona i McCartneya piszących piosenkę, brzdąkających na gitarach i czytających zeszyt. McCartney przyznał, że linię basu wziął bezpośrednio z piosenki Chucka Berry, „I'm Talking About You”.

## Nagranie
Piosenka została nagrana w studiu przy Abbey Road, 11 lutego 1963, jako część sesji-maratonu, podczas której powstało 10 z 14 piosenek z Please Please Me. Beatlesi nie byli obecni podczas miksowania utworu, 25 lutego 1963, co nie było niezwykłe w tamtym czasie.
Na albumie utwór zaczyna się okrzykiem „one-two-three-FOUR!” dodanym przez McCartneya. Zwykle takie dodatki były wycinane podczas ostatecznego miksowania. Ten jednak producent George Martin postanowił zostawić, ponieważ uznał go za szczególnie porywający, i wprowadzający do albumu odpowiedni nastrój. Dziennikarz muzyczny Richard Williams uznał, że ten wstęp do debiutanckiego albumu był równie poruszający, jak tekst Elvisa Presleya „Well, it's one for the money, two for the show…” na pierwszej ścieżce Blue Suede Shoes, z jego debiutanckiego albumu, wydanego siedem lat wcześniej. George Martin początkowo rozważał nagranie Please Please Me na żywo w Cavern, przed publicznością i odwiedził liverpoolski klub, żeby doświadczyć fenomenu Beatelmanii na własnej skórze. Ale ponieważ czas gonił, postanowił przenieść nagranie albumu do studia Abbey Road i stworzyć go praktycznie na żywo.
W występach na żywo Ringo bardzo mocno uderzał w hi-hat, w przeciwieństwie do cichego i łagodnego wykorzystania hi-hata podczas nagrania. Próbne nagrania ujawniły, że Paul momentami zmieniał swoją słynną linię basu podczas śpiewania chórków, tak jak robił to podczas występów na żywo.

## Wydanie
W Wielkiej Brytanii „I Saw Her Standing There” było utworem rozpoczynającym Please Please Me. W Stanach Zjednoczonych Vee Jay Records wydało go jako pierwszą piosenkę na obu wersjach Introducing... The Beatles, usuwając ze wstępu słowa „One, two, and three” – piosenka zaczynała się okrzykiem "FOUR!". Z powodu umieszczenia na stronie B singla „I Want to Hold Your Hand”, Capitol umieściło ją jako drugi utwór na płycie Meet the Beatles!, wydanej w końcu stycznia 1964. Vee-Jay miało ograniczony wybór piosenek Beatlesów do zaoferowania, i wypuszczało ich stary materiał, używając różnych nazw, takich jak Piosenki, Zdjęcia i Opowieści Legendarnych Beatlesów.
Capitol wydała utwór powtórnie dwa razy w latach siedemdziesiątych, najpierw na składance Rock 'n' Roll Music, 11 czerwca 1976, oraz jako pierwszy utwór na czternastym dysku limitowanej edycji kolekcji The Beatles Collection wydanej w grudniu 1978.

## Twórcy
- Paul McCartney – gitara basowa, wokal prowadzący
- John Lennon – gitara rytmiczna, wokal harmoniczny
- George Harrison – gitara prowadząca
- Ringo Starr – perkusja

## Krytyka
Carr i Tyler, w The Beatles: An Illustrated Record stwierdzili, że utwór był jedynie trzecim ogólnobrytyjskim rockowym klasykiem, poprzednimi dwoma były „Move It” Cliffa Richarda i „Shakin' All Over” Johnny'ego Kidda.

## Covery
W 1974 roku została wydana wersja koncertowa wykonywana przez Lennona i Eltona Johna na stronie B singla „Philadelphia Freedom”. Piosenkę można znaleźć w kolekcji Lennona, oraz na albumie Eltona Johna To Be Continued, jak również na rozszerzonej wersji CD z jego wydanego w 1976 albumu koncertowego Here and There.
McCartney dołączył „I Saw Her Standing There” do swoich koncertowych albumów Tripping the Live Fantastic (1990), Back in the U.S. (2002) i Back in the World (2003). W 1987, nagrał nową wersję utworu na swój album CHOBA B CCCP, ale pozostawił ją jedynie w wersji roboczej.
Inne wersje:
- The Who nakręcili i nagrali wersję piosenki do filmu The Kids Are Alright; Keith Moon wykonywał wokal prowadzący. Jednakże utwór nie znalazł się w filmie ani na ścieżce dźwiękowej i był dostępny jedynie jako bootleg. The Who wykonywali również utwór na ich trasie z 1982, Farewell Tour, z Johnem Entwistle na wokalu prowadzącym, włączając w to występ na Shea Stadium.
- Daniel Johnston nagrał „I Saw Her Standing There” na swój album Continued Story/Hi How Are You?
- W 1988, Tiffany wydała „I Saw Him Standing There” jako singel i jako ścieżkę na swoim debiutanckim albumie.
- Santo & Johnny stworzyli wersję na jeden ze swoich albumów.
- W 1977, The Tubes nagrali „I Saw Her Standing There” na album koncertowy What Do You Want From Live.
- Carmaig de Forest nagrali akustyczną wersję „I Saw Her Standing There” w swojej kuchni w 1991. W połowie utworu przechodzi on w ich własną kompozycję, „Julie Among the Redwoods”, ale zmienia się z powrotem w „I Saw Her Standing There” na samym końcu.
- Peter Grant nagrał jazzową wersję utworu na swój debiutancki album New Vintage wydany w 2006.
- W 1991, meksykański piosenkarz Mimí nagrał hiszpańską wersję tej piosenki, nazwaną „Te Ví Parado Ahí” i dołączył ją do swojego debiutanckiego albumu.